# Vulgär
|  | Wiktionary har en ordboksartikel om vulgär. |

Ordet vulgär (latin vulgaris ’alldaglig’, av vulgus ’gemene man’) innebar ursprungligen att något var alldagligt eller vanligt förekommande men har med tiden kommit att skifta betydelse till rå, oförfinad eller osmaklig. Utvecklingen kommer sig av att ordet i betydelsen folklig har använts i nedsättande bemärkelse.
Inom språkvetenskapen används ordet som förled för att markera dialekt eller språklig variation, såsom vulgärlatin, särskilt om utdöda språk. Inom biologin används ordet som betecknande för den vanligaste formen av något. Ett exempel är sturnus vulgaris, den vanliga staren.
Pejorativt används begreppet som synonym till ytlig eller grovt förenklad, till exempel vulgärmaterialism. 